# Aspila errans
Aspila errans är en fjärilsart som beskrevs av Walker 1865. Aspila errans ingår i släktet Aspila och familjen nattflyn. Inga underarter finns listade i Catalogue of Life.